# Basové sólo
Basové sólo je instrumentální část hudební skladby, ve které hlavní hlas i ostatní hlasy mlčí (mají pauzu) a do popředí se dostanou pouze basové hudební nástroje. Hrají samy nebo jsou podporovány bicími nástroji.

## Známá basová sóla
- Metallica – Anaesthesia pulling teeth (1983, hraje Cliff Burton)
- Black Sabbath – N.I.B. (1970, hraje Geezer Butler)
- Iron Maiden – Rime of the Ancient Mariner (1984, hraje Steve Harris)
- Quiet Riot – Bass case (1986, hraje Chuck Wright)
- Metallica – Orion (1986, hraje Cliff Burton)
- Metallica – For whom the bells tolls (1984, hraje Cliff Burton)